# Лыщиков переулок
Лы́щиков переу́лок — тупиковая улица в центре Москвы в Таганском районе, примыкающая к Николоямской улице.

## Происхождение названия
Лыщиково, Лыщикова гора — одно из древних московских названий, происхождение его достоверно не известно. Впервые упоминается как «монастырь Лыщыково» в 1504 году в духовной грамоте Ивана III (на месте монастыря ныне Покровская церковь). В 1547 году в связи с большим пожаром в летописи встречается следующее упоминание: «…и Лыщиково погореша по Яузе и возле Яузу по устье к Москве-реке» (ПСРЛ, том 29, c. 51).
По документам переписи 1737—1745 гг. переулок назван Покровским, по наименованию церкви. В 1793 году переулок упомянут как Лысцов (может быть искажением Лыщикова, может быть связано с домовладельцем Иваном Михайловичем Лысцовым, проживавшим в окрестностях переулка). В документах начала XIX века переулок именовался Лихаревским, также по фамилии домовладельцев Лихаревых, которые проживали в переулке с 1728 года. После этого переулок вновь был Покровским, официально переименован в Лыщиков в 1912 году.
Проведённые в 1990 году в Лыщиковом переулке раскопки доказывают, что поселение в районе переулка ещё древнее и относится к середине XIV века. Ядро поселения, как показали археологи, располагалось севернее или северо-восточнее переулка, ближе к реке.

## Описание
Исторически Лыщиков переулок проходил от Берниковской набережной на юг до Николоямской улицы, огибая Покровскую церковь. После постройки в 1962 году многоквартирного дома (Земляной Вал, дом 52/16, строение 2) переулок стал тупиковым, заканчивается у церкви Покрова. Два дома севернее церкви, ранее относившиеся к переулку, сменили адреса и числятся по Земляному Валу.

## Здания и сооружения
По чётной стороне

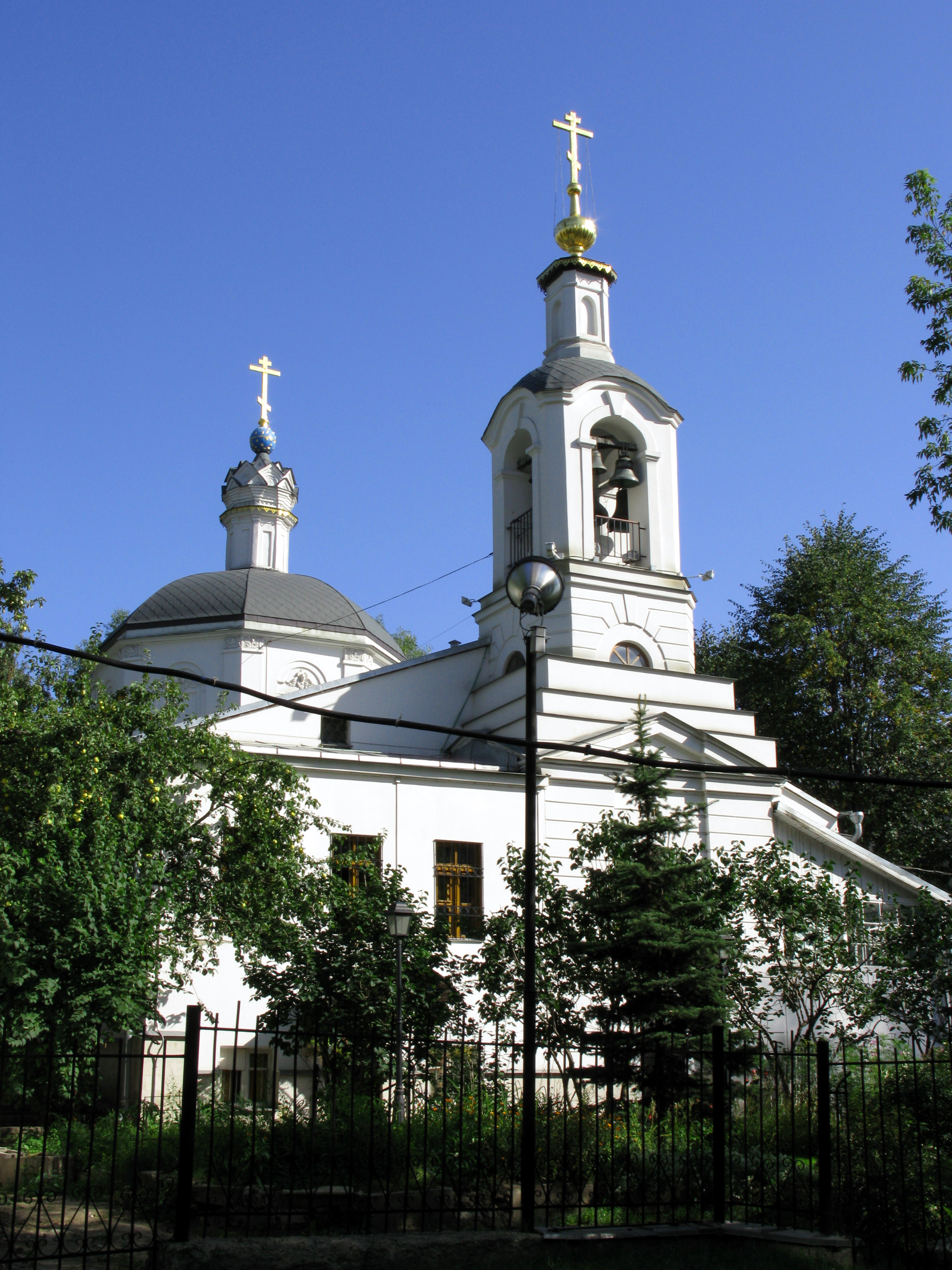
Покровская церковь

- Дом 10, строение 1 — Церковь Покрова Пресвятой Богородицы на Лыщиковой горе, построена в 1696 году, трапезная и придел — в 1748 году. Памятник архитектуры федерального значения.[4]
- Дом 12 — дом причта Покровской церкви, первая треть XIX века, выявленный объект культурного наследия.[5]
- Дом 19 по Николоямской улице, строения 1-6 (угол с Лыщиковым переулком) — бывшее доходное владение купцов Тюляевых, начало XIX века — начало XX века, ценные градоформирующие объекты.[6]

По нечётной стороне
- Дом 52/16 по улице Земляной Вал, строения 4 и 5 (упразднённый участок Лыщикова переулка) — городская усадьба Стужиных — Е. В. Рябовой, середина XVIII в. — начало XX в., ценный градоформирующий объект.[6]
- Дом 5, строение 1 — здание XIX века.
- Дом 7/21 (угол с Николоямской улицей) — дом 1900 года, выявленный объект культурного наследия.[7]